# Michel Ory
Michel Ory (18 de abril de 1966) es un astrónomo aficionado suizo y prolífico descubridor de planetas menores y cometas, que fue uno de los cinco ganadores del Premio Edgar Wilson 2009 por su descubrimiento de 304P/Ory (P/2008 Q2 Ory), un cometa periódico de la familia de cometas de Júpiter en 27 de agosto de 2008, usando un reflector  f/3.9 de 24 pulgadas en el Observatorio Astronómico del Jura, en Suiza.
Es profesor de física en la escuela cantonal de Porrentruy, Suiza. El asteroide del cinturón mayor (67979) Michelory fue nombrado en su honor.

## Biografía
Ory nació en Develier, en el Distrito de Delémont, en el cantón del Jura en Suiza. Asistió a la escuela en Delémont, y a la escuela cantonal en Porrentruy. Posteriormente estudió en la Universidad de Ginebra, graduándose en física en 1990.
Se unió a la Sociedad Astronómica de Jura en 1990 y entre 1993 y 1998 fue uno de los siete miembros fundadores del Observatorio Astronómico del Jura.

## Descubrimientos
Durante 2000–2010, Michel Ory descubrió gran cantidad de objetos astronómicos en diversos observatorios. En 2016, el Minor Planet Center le acreditó el descubrimiento de 199 planetas menores numerados entre 2001 y 2010.
En el Observatorio de Jura, ubicado en Vicques, Suiza, realizó su descubrimiento más famoso, el cometa 304P/Ory, y también descubrió otros 234 asteroides y dos supernovas. Ory también hizo descubrimientos en otros dos sitios astronómicos en Estados Unidos: el Observatorio Tenagra II en Arizona, y el Observatorio Sierra Stars (código IAU G68) en California.

### Cometa 304P/Ory
En las noches del 26–27 y 27–28 de agosto de 2008, Ory descubrió lo que pensó que era un asteroide próximo a la Tierra, que informó al Minor Planet Center, Harvard. Alrededor de las 8:08 p. m. del 28 de agosto recibió la notificación de la oficina central de telegramas astronómicos (CBAT) de que el objeto era de hecho un cometa periódico.
El cometa fue nombrado 304P/Ory (P/2008 Q2 Ory) en su honor. El cometa orbita el Sol en una órbita elíptica con un periodo de 5.96 años.
Ory recibió el Premio Edgar Wilson del Observatorio Astrofísico Smithsoniano en la Universidad de Harvard, y posteriormente en 2008 una plaza en Viques fue nombrada Place de la Comète P/2008 Q2 Ory en honor al descubrimiento.